# Desidério Costa
Desidério da Graça Veríssimo e Costa (Luanda, 4 de abril de 1934) é um político angolano. Foi ministro dos Petróleos de 2002 a 2008. Antes disso havia sido vice-ministro da mesma pasta, de 1984 a 2002.